# Hosios Lukas
Hosios Lukas (grško  Ὅσιος Λουκᾶς) je zgodovinski, utrjen samostan v bližini mesta Distomo v Beociji v Grčiji. Je eden najpomembnejših spomenikov srednjeveške bizantske arhitekture, zaradi česar je bil skupaj s samostanoma Nea Moni na otoku Hios in Dafni leta 1990 vpisan na seznam Unescove svetovne dediščine.

## Zgodovina
Samostan Hosios Lukas stoji na slikovitem kraju na pobočju gore Helikon. Ustanovljen je bil v začetku 10. stoletja. Ustanovil ga je puščavnik, častiti (grško hosios) Luka (grško Lukas), čigar relikvije od tedaj hranijo v samostanu. Puščavnik (ne evangelist, ki je umrl 7. februarja 953) je bil znan po tem, da je napovedal, da bo rimski cesar osvojil Kreto. Bilo bi jasno, če se je skliceval na Romana I., cesarja v tistem času, vendar pa je otok dejansko zavzel Nikifor Fokas za Romanom II. Menijo, da je bila med njegovo vladavino (959–963) zgrajena samostanska cerkev, posvečena Teotokos (Panagiji, grško Παναγία)  Božji materi.
Glavno svetišče samostana je grob sv. Luke Heladskega, ki je bil prvotno ob vhodu, pozneje pa so ga postavili na stičišče dveh cerkva. Glavni vir prihodkov samostana (vključno sredstev, potrebnih za gradnjo) so bile omenjene relikvije svetega Luke in exuded myron, neke vrste odišavljeno olje, ki je imelo čudežne zdravilne učinke. Romarje so v upanju na čudežno pomoč spodbujali, da so spali ob strani svečenikovega groba, da bi njihovo telo vsrkalo čudežno olje s pomočjo (obredne) inkubacije. Mozaiki okoli grobnice ne predstavljajo le sv. Luke, ampak tudi hegemona Filoteja, ki daruje model novozgrajene cerkve, posvečene svetniku.

## Arhitektura
Cerkev Božje matere je najstarejša v kompleksu in je edina znana cerkev, za katero z gotovostjo trdijo, da je bila zgrajena v celinski Grčiji v 10. stoletju.  Zgradba osrednjega dela tipa ima obliko paralelograma in je najstarejša cerkev v tlorisu grškega križa v državi; njen tloris je podoben cerkvi (danes džamiji) Fenari Isa v Carigradu. Zidovi so iz mešanice opeke, kamna in marmorja in prikazujejo neobičajne psevdoarabske vzorce.

### Marijina cerkev
Najstarejša stavba samostana je bila cerkev sv. Barbare (zdaj posvečena Devici Mariji). Zgrajena je bila leta 946–955 z denarjem tebanskega stratega. Ob narteksu je grobnica svetnika Luke. Med poznejšimi rekonstrukcijami cerkvene zgradbe je postala del katolikona (ob njej njena južna stran).
Do gradnje nove cerkve je bila katolikon (glavna samostanska cerkev). Tloris je grški križ, vrisan v kvadratni zgradbi, z devetimi oboki, dodatkom narteksa in svetiščem s tremi apsidami in oltarno steno. Kupola je majhna in na visokih pendentivih. V bobnu kupole je osem dvodelnih oken, okrašenih z marmornimi vstavki s cvetličnimi reliefi. Samo boben krasijo kiparski elementi – gravirani križi, listje in arabsko okrasje.
Cerkvene freske so iz XI.–XII. stoletja (v obokanem prehodu k oltarju – sv. Ignacij, Feofor in Polikarp, v severni polovici loka diakonika sveti Haralampi, Leo Kata Sofronij) in freska iz X. stoletja s podobo Jošue v pogovoru z nadangelom Mihaelom (odkrita med restavratorskimi deli leta 1964).  Lik nadangela ni ohranjen, je pa bil opredeljen na podlagi svetopisemskih dogodkov, ki obdajajo sliko. V stebru poleg oltarne pregrade dekorativni friz obdaja izgubljen lik Jezusa Kristusa.

### Cerkev sv. Luke (katolikon)
Ob starejši cerkvi je bila okoli leta 1011–12 dodana večja samostanska cerkev ali katolikon, za gradnjo katere naj bi bil zaslužen Konstantin IX. Monomah. To je najzgodnejša osrednja cerkev s kupolo na oktagonu z osmimi stebri okoli osrednje ladje (naos). Polkrožna kupola (brez bobna) počiva na štirih trompah, ki omogočajo postopen prehod iz osmerokotne osnove pod kupolo na kvadratno obliko zidov, ki jo nosijo.  Srednja kocka cerkve je obdana z galerijami in kapelami na vseh štirih straneh.
Kupola cerkve ima premer devet metrov in je nastala pod vplivom armenske arhitekture. V bobnu kupole je 16 majhnih oken. Prezbiterij pokriva manjša kupola. Nižji del notranjih sten templja je prekrit z marmornimi ploščami.
Center je še naprej osredji obok naosa, tukaj z veliko kupolo nad trompami. Kraki križa so precej krajši od premera kupole, tisti na vzhodu je preoblikovan v kupolast obok pred poligonalno apsido. Na zahodu je narteks z galerijo, mozaiki katolikona – do nivoja kapitelov marmorna obloga, mozaiki na nivoju svodov, kupola – pantokrator, apsida – Marija z detetom na prestolu, kupolast obok – pentekost, mozaiki trompov – narativne scene štirih velikih praznikov, narteks – ciklus pasijona, luneta – pantokrator, obok – Mati božja, Janez Krstnik in arhangeli, narativne scene – zlato ozadje, splošni liki, grafizem. Na razpelu je zvita stilizirana linija Kristusovega telesa. Cerkev ima tudi mozaični cesarski portret Konstantina in Jelene, ki je posvečen odkritju pravega križa. Kripta je prav tako poslikana s freskami – ciklus pasijona, v primerjavi z narteksom je tu scenografija z realnim ozadjem.
Za gradnjo cerkve so uporabili material ruševin starodavnega Demetrinega templja, ki je bil v bližini. Fasada je narejena iz kamna, podnožje iz kvadratne opeke in ima številna okna v obliki dvojnih in trojnih lokov, ločenih s stebri. Fasada je okrašena z reliefi iz marmornih vložkov. V oknu lunet nad glavnim vhodom je freska »prerokba sv. Luke« (umre obdan z meniškimi brati, nad njim so angeli, pripravljeni, da sprejmejo njegovo dušo, v postelji osem kač simbolizira demone), luneta okna nad stranskimi vrati je bila tudi okrašena s freskami, ki so močno poškodovane.
Struktura vključuje krstilnico, ki je na zahodu desne stranske ladje in zakristije, ki meji na apsido, desno od oltarja.
Hosios Lukas je največji od treh samostanov iz srednjega bizantinskega obdobja Grčije in se razlikuje od preostalih dveh, Nea Moni in Dafni, saj je posvečen samo enemu, in to vojnemu svetniku. Preroštvo sv. Luke o ponovnem osvajanju Krete je poudarjeno z likom vojskovodje z imenom Jozue, ki je bil zgled za "verske vojake" na zunanjem zidu cerkve.

## Okras
V katolikonu so najbolje ohranjeni mozaiki iz obdobja bizantinsko-makedonske renesanse. Nekateri mozaiki manjkajo, na primer izvirna slika Kristusa Pantokratorja iz kupole ter liki arhangelov med zgornjimi okni. To pa ne zmanjšuje njihove pomembnosti pri oblikovanju bizantinske umetnosti. Razen fresk so v cerkvi tudi razkošne rezbarije, pozlate, zidne slike, mozaiki, pa tudi redke ikone, svečniki in oltarni svileni zastori. Samo nekateri od teh predmetov so na svojem izvirnem kraju, preostali so razstavljeni po muzejih. V izvirni obliki katolikon od vseh današnjih cerkev najbolje prikazuje cerkveno notranjost v prvih stoletjih po ikonoklazmu. 
- Kupola Panagije
- Ikonostas katolikona
- Kristus umiva noge apostolom, mozaik